# Sympathie pour le diable
Sympathie pour le diable  és una pel·lícula de drama de guerra dirigida per Guillaume de Fontenay i publicat el 2019. Basat en el llibre homònim del corresponsal de guerra francès Paul Marchand, les estrelles de la pel·lícula Niels Schneider com a Marchand que cobria la Guerra de Bòsnia a la dècada de 1990.
El repartiment també inclou Vincent Rottiers i Ella Rumpf.
La pel·lícula, una coproducció de companyies del Canadà, França i Bèlgica, es va estrenar en cinemes al Canadà en el festival de cinema Cinemania l'11 de novembre de 2019, abans d'estrenar-se comercialment a 29 de novembre.

## Repartiment
- Niels Schneider com a Paul Marchand
- Ella Rumpf com a Boba
- Vincent Rottiers com a Vincent
- Clément Métayer com a Philippe
- Arieh Worthalter com Ken Doyle
- Elisa Lasowski com a Louise Baker
- Diego Martín com a Luis

## Crítiques
La pel·lícula va rebre crítiques diverses de la premsa, va obtenir una mitjana de 3,8/5 a Allociné.
Le Parisien la va considerar «Una pel·lícula molt forta, hiperrealista i essencial.».
La Croix no va apreciar gaire la pel·lícula, però va trobar alguns elements interessants «Aquesta pel·lícula és una història sobre la utilitat i la inutilitat de la professió de periodista. Com indica el seu títol, també és una descripció de la simpatia que es pot tenir pel “dimoni”: a Sarajevo, el diable és a les bombes, els ferits i els morts. Fa que la vida sigui excepcional, emocionant.»

## Reconeixements
| Premi                              | Data de cerimònia  | Categoria                                         | Receptors(s)                                           | Resultat  | Ref(s) |
| ---------------------------------- | ------------------ | ------------------------------------------------- | ------------------------------------------------------ | --------- | ------ |
| Canadian Screen Awards             | 28 de maig de 2020 | Millor guió adaptat                               | Guillaume de Fontenay, Guillaume Vigneault, Jean Barbe | Nominat   | [ 9 ]  |
| Canadian Screen Awards             | 28 de maig de 2020 | Millors efectes visuals                           | Benoît Brière, Kinga Sabela                            | Nominat   | [ 9 ]  |
| Canadian Screen Awards             | 28 de maig de 2020 | Premi John Dunning al millor primer llargmetratge | Guillem de Fontenay                                    | Nominat   | [ 9 ]  |
| Prix collégial du cinéma québécois | 2020               | Millor pel·lícula                                 | Sympathie pour le diable                               | Nominat   | [ 10 ] |
| Prix Iris                          | 10 de juny de 2020 | Millor director                                   | Guillaume de Fontenay                                  | Nominat   | [ 11 ] |
| Prix Iris                          | 10 de juny de 2020 | Millor actor                                      | Niels Schneider                                        | Nominat   | [ 11 ] |
| Prix Iris                          | 10 de juny de 2020 | Millor guió                                       | Guillaume de Fontenay, Guillaume Vigneault, Jean Barbe | Nominat   | [ 11 ] |
| Prix Iris                          | 10 de juny de 2020 | Millor so                                         | Sylvain Bellemare, Jo Caron, Bernard Gariépy Strobl    | Guanyador | [ 11 ] |
| Prix Iris                          | 10 de juny de 2020 | Millors efectes visuals                           | Benoît Brière, Kinga Sabela                            | Guanyador | [ 11 ] |
| Prix Iris                          | 10 de juny de 2020 | Millor primera pel·lícula                         | Guillaume de Fontenay                                  | Guanyador | [ 11 ] |